# Батава (гірськолижний спуск)
Гірськолижний спуск Батава — гірськолижний комплекс у муніципалітеті Квінті-Вест у східному Онтаріо, Канада, влаштований у 1959 році працівниками компанії Bata Shoes неподалік від громади Батави. У цьому районі є освітлені спуски для нічного катання на лижах, ландшафтний парк та траси для прогулянок на снігоступах.

## Зовнішні посилання
- Офіційний сайт